# Фінал Кубка Футбольної ліги 1972
Фінал Кубка Футбольної ліги 1972 — фінальний матч розіграшу Кубка Футбольної ліги 1971—1972, 12-го розіграшу Кубка Футбольної ліги. У матчі, що відбувся 4 березня 1972 року на стадіоні «Вемблі», зіграли «Сток Сіті» та «Челсі».
| Володар Кубка Футбольної ліги 1972 |
| ---------------------------------- |
|                                    |
| «Сток Сіті» 1-й титул              |

## Шлях до фіналу
| Сток Сіті         | Сток Сіті                                                                                                  | Раунд                           | Челсі             | Челсі                                   |
| ----------------- | --- | ------------------------------- | ----------------- | --------------------------------------- |
| Суперник          | Результат                                                                                                  | Кубок Футбольної ліги 1971—1972 | Суперник          | Результат                               |
| Саутпорт          | 2-1 на виїзді                                                                                              | Другий раунд                    | Плімут Аргайл     | 2-0 вдома                               |
| Оксфорд Юнайтед   | 1-1 на виїзді, 2-0 вдома (перегравання)                                                                    | 1/16 фіналу                     | Ноттінгем Форест  | 1-1 на виїзді, 2-0 вдома (перегравання) |
| Манчестер Юнайтед | 1-1 на виїзді, 0-0 (дч) вдома (перегравання), 2-1 вдома (перегравання)                                     | 1/8 фіналу                      | Болтон Вондерерз  | 1-1 вдома, 6-0 на виїзді                |
| Бристоль Роверз   | 4-3 на виїзді                                                                                              | 1/4 фіналу                      | Норвіч Сіті       | 1-0 на виїзді                           |
| Вест Гем Юнайтед  | 1-2 вдома, 1-0 (дч) на виїзді, 0-0 (дч) нейтральне поле (перегравання), 3-2 нейтральне поле (перегравання) | 1/2 фіналу                      | Тоттенгем Готспур | 3-2 вдома, 2-2 на виїзді                |

## Матч

### Деталі
| 4 березня 1972 |

| Сток Сіті            | 2:1 | Челсі     |
| -------------------- | --- | --------- |
| Конрой 5' Істгем 67' |     | Осгуд 45' |

| Вемблі, Лондон Глядачів: 97 852 Арбітр: Норман Бартеншоу |

|  |  |

|                  |  |                  |  |                  |
|                  |  |                  |  |                  |
| В                |  | Гордон Бенкс     |  |                  |
| З                |  | Майк Пеїч        |  |                  |
| З                |  | Деніс Сміт       |  |                  |
| З                |  | Алан Блур        |  |                  |
| З                |  | Джекі Марш       |  |                  |
| ПЗ               |  | Майк Бернард     |  |                  |
| ПЗ               |  | Террі Конрой     |  |                  |
| ПЗ               |  | Джиммі Грінгофф  |  | Замінений        |
| ПЗ               |  | Джордж Істгем    |  |                  |
| Н                |  | Джон Рітчі       |  |                  |
| Н                |  | Пітер Добінг (к) |  |                  |
| Заміни:          |  |                  |  |                  |
| ПЗ               |  | Джон Магоні      |  | Вийшов на заміну |
| Головний тренер: |  |                  |  |                  |
| Тоні Ваддінгтон  |  |                  |  |                  |

|                  |  |                |  |                  |
|                  |  |                |  |                  |
| В                |  | Пітер Бонетті  |  |                  |
| З                |  | Девід Вебб     |  |                  |
| З                |  | Джон Демпсі    |  |                  |
| З                |  | Рон Гарріс (к) |  |                  |
| З                |  | Педді Малліган |  | Замінений        |
| ПЗ               |  | Джон Голлінс   |  |                  |
| ПЗ               |  | Чарлі Кук      |  |                  |
| ПЗ               |  | Алан Хадсон    |  |                  |
| ПЗ               |  | Пітер Хаусмен  |  |                  |
| Н                |  | Кріс Гарланд   |  |                  |
| Н                |  | Пітер Осгуд    |  |                  |
| Заміни:          |  |                |  |                  |
| Н                |  | Томмі Болдвін  |  | Вийшов на заміну |
| Головний тренер: |  |                |  |                  |
| Дейв Секстон     |  |                |  |                  |